# Жан II ле Менгр
Жан II ле Менгр (фр. Jean II Le Meingre, 28 серпня 1366 — 21 червня 1421) — французький військовий діяч часів Сторічної війни, маршал Франції, мандрівник. Відомий як «маршал Бусіко».

## Життєпис
Походив зі впливового шампанського роду. Син графа де Бофор й д'Але Жана I ле Менгра, маршала Франції, на прізвисько Бусіко. У 1372 році представляв батька під час подорожі до Авіньйона, резиденції папи римського. Потім разом із наставникам подорожував до Арля й Аліскампа (руїн пам'ятки часів Римської імперії).
Повернувшись, став пажем при дворі короля Карла V. Тоді ж узяв участь у кампанії Людовика II, герцога де Бурбона у Нормандії. З початок війни з Англією у 1380 році бере участь в облозі фортець Монгвіон та Лібурн. У 1382 році звитяжив у битві при Рузюеці. За це Людовик II Бурбон висвятив Бусіко в лицарі.
У 1382—1384 роках воював у складі військ Тевтонського ордену проти Литви. У 1385 році відзначився у військовій кампанії у Галісії, де воював проти англійців на чолі з Джоном Гонтом. У 1388 році очолював війська на півдні Нормандії. Тут захопив важливу фортецю Бретейль. Після перемир'я у 1389 році брав участь у великому лицарському турнірі в місті Сент-Енглевер (Нормандія), де переміг усіх супротивників. Того ж року був учасником хрестового походу до Тунісу, де опинився у полоні, потім його перевезли до Каїра.
У 1390 році Бусіко повернувся до Франції. Тут його призначили камергером короля. У 1391 році знову їде до Прусії, де воює проти польського короля Владислава II Ягелло. 23 грудня того ж року король Карл VI надав Бусіко звання маршала Франції. За наказом короля того ж року зруйнував фортецю д'Аршімбо у Періге. Тоді втрутився у сварки між володарями Періге, Провансу та папою римським. Зрештою завдяки шлюбу Бусіко з представницею родини Тюрень вдалося залагодити конфлікт.
У 1396 році відгукнувся на заклик короля Угорщини Сигізмунда Люксембурзького стосовно походу проти Османської імперії. Разом з іншими хрестоносцями зазнав поразки при Нікополі, потрапив у полон, але незабаром дістав волю за викуп. Після цього заснував спеціальний лицарський орден, натхненний ідеалами куртуазної любові.
У 1399 році очолив війська на допомогу візантійському імператорові Мануїлу II Палеологу проти османів. Після повернення допомагав Антоніо Адорно, дожу Генуї в боротьбі проти Джан Галеаццо Вісконті, герцога Міланського. У 1401 році стає губернатором міст Савона та Генуя. Наступного року рушив до Кіпру, де допомагав генуезцями боротися проти венеційців. Тут захопив місто Фамагуста, але у 1403 році зазнав поразки на морі. Під час відсутності Бусіко французи були вигнані з Генуї.
У 1409 році повертається до Франції. У 1413 році успадковує після смерті тестя віконтство Тюрень. З початком війни з Англією повертається до Парижа. У 1415 році очолив авангард французької армії. Всупереч його порадам Карл д'Альбре вступив у битву при Азенкурі, в якій Франція зазнала поразки, а Бусіко потрапив у полон. Бусіко помер 21 червня 1421 року в Англії.